# Felipe Tejeda García
Felipe Tejeda García MSpS (* 21. Januar 1935 in Guadalajara; † 9. April 2018) war ein mexikanischer Geistlicher und römisch-katholischer Weihbischof in Mexiko.

## Leben
Felipe Tejeda García, zehntes einer Familie mit elf Kindern, trat am 15. August 1948 der Ordensgemeinschaft der Missionare vom Heiligen Geist bei. Er legte 1955 am Fest der Unbefleckten Empfängnis das Ordensgelübde ab. Er studierte von 1956 bis 1958 Philosophie und von 1961 bis 1966 Theologie am Seminar von Coyoacán. Der Erzbischof von Puebla de los Ángeles, Octaviano Márquez y Tóriz, weihte ihn am 17. Dezember 1966 in der Basilika von Guadalupe zum Priester. Er war zunächst Lehrer am Kleinen Seminar der Missionare des Heiligen Geistes in San Luis Potosí und von 1967 bis 1969 am Großen Seminar in San José del Altillo. In der Pastoral war er von 1969 bis 1970 in der Kirche Unserer Lieben Frau von der Einsamkeit in Mérida, Yucatán, und von 1970 bis 1972 in der Pfarrei San Isidro in Comalcalco.
Als er in die Erzdiözese von Mexiko zurückkehrte, kümmerte er sich um die geistliche Leitung der Priester und diente in der Pfarrei Unserer Lieben Frau von der Menschwerdung. Er war Mitglied der Gemeinschaft der Missionare des Heiligen Geistes in Mexicalzingo; später deren Oberer. Darüber hinaus war er Pro-Vikar der Pastoralen Zone VII. der Erzdiözese von Mexiko, zuerst zusammen mit Carlos Talavera Ramírez (1980–1984), dann mit Francisco Orozco Lomelí (1984–1990). Er wurde 1990 von Erzbischof Ernesto Kardinal Corripio y Ahumada zum Generalvikar ernannt und 1995 durch Norberto Kardinal Rivera Carrera bestätigt. 1998 erfolgte die Ernennung zum Bischofsvikar der Pastoralen Zone III. der Erzdiözese von Mexiko.
Papst Johannes Paul II. ernannte ihn am 29. Januar 2000 zum Titularbischof von Castabala und zum Weihbischof in Mexiko. Der Erzbischof von Mexiko, Norberto Kardinal Rivera Carrera, spendete ihm am 4. März desselben Jahres die Bischofsweihe; Mitkonsekratoren waren Justo Mullor García, Apostolischer Nuntius in Mexiko, und Ricardo Watty Urquidi MSpS, Weihbischof in Mexiko. 
Am 30. Juli 2010 nahm Papst Benedikt XVI. seinen altersbedingten Rücktritt an.